# Social Web Academy
ソーシャル・ウェブ・アカデミー (Social Web Academy)とはウェブを基にした学習システムである。これは形式的なeラーニング学習と、同じ目的を持つグループ内で行うインフォーマル学習を結び合わせたものである。ソーシャル・ウェブ・アカデミー は形式的な学習プロセスの中でラーニングコミュニティを主導し、インターネットでの学習を援助するものである。XINGのような純粋なネットワークとは違い、インターネットにおけるスキル学習を形式的な学習プロセスから促進させることを目的とする。

## 概要
ソーシャル・ウェブ・アカデミー は、インターネット上でますます増大する構成主義の取り組みにその根拠を置いている（Siemens, G. 2006を参照)。 必要に応じたネットワークを構築する人だけが、その知識を常に最新に、問題に対して相応しく保つことができる。そのために学習者は構成主義的な学習システムの中で開かれた学習環境を必要とする。そこでは他の学習パートナーとの効果的なインタラクションの可能性が追加して供される。学習プロセスに関連する知識を見分け、評価し、描写して、さらに学習パートナーとの共同プロセスの中でさらに発展させていく能力を学習者は必要とする。
ソーシャル・ウェブ・アカデミーは、インターネットにおいてスキル開発を可能にすることを目標としている。具体的には、知識伝達とWeb1.0のコミュニケーション・インストルメントを加えた古典的なeラーニング、並びにスキルを中心軸に据えたWeb2.0のインストルメント（ソーシャル・ソフトウェア）を結び付けることによって成し遂げる。
スキル開発は、自己管理能力の意味において高いレベルの専門能力を前提としている（John Erpenbeck; Lutz von Rosenstiel, 2008を参照) 。高いスキルを持った人は常に専門能力がある。しかし専門能力だけではスキルを発展させるのには充分ではない。これらは自己管理によって現実の挑戦を克服することでのみ成し遂げられる。
そのため、ソーシャル・ウェブ・アカデミーでは以下の分野がお互いに組み合わされなければならない。
- Web1.0の古典的eラーニングは、このシステムにおいてスキル開発プロセスの基本を成す。このシステムはウェブ・ベースド・トレーニングで必要な知識を伝達し、そして練習、ケーススタディー、シミュレーションの枠内で強固にする。それは通常、本物のディアローグではなく、フィードバックされたモノローグである。そこには専門家（学習プログラム開発者）と学習者との明らかな分離がある。コミュニケーションはラーニングコミュニティ、またはスクーリングによって行われる。
- Web2.0におけるスキル集中型eラーニングは、オンラインで共同作業すること、知識を分け合うことを可能にしている第2世代Webサービス（ソーシャル・ソフトウェア）にかかっている。これは、経験的知識を基にブログやウィキに積極的に取り組んだり、更に発展させている学習者に寄与する。そのため、学習プログラムは転位課題をも含んでおり、その処理の際に学習者は経験を実地で積む。スキル開発がそれによって可能になること、学習者が現実の実践プロジェクトに平行して形式的な学習プロセスで処理していくことが実証された。実践、またはプロジェクト日誌上で、この経験的知識をブログなどを通してグループに盛り込み、そして共同で発展させていくことになる。ラーニングコミュニティはこの学習プロセスの過程で自己組織化された実践共同体に至る。標準状態においてこれは、形式学習終了の後も存在する。それによって形式的学習プロセスからナレッジマネジメントがボトムアップされる。

標準状態ではソーシャル・ウェブ・アカデミーはブレンデッド・ラーニングを形成する。スキル開発はしかし、ある条件下において、オンラインシステム上でも可能となる。異文化トレーニングにおいて、例えば学習者が多国籍であると、共同学習はすでに不一致を来す。その克服に際して、感情的な不安定過程の中でスキルが築かれる。オンラインコミュニティーはこのブレンデッド・ラーニング・システムの中で、自己組織化されたスキル獲得の支援に活用される。学習目標をスキルに関係させてはっきりさせることと、相応しい測定システムで測ることがやはり前提とされる。

## 構造
スキル学習にはラーニング・マネジメント・システムが必要とされる。これは形式学習の機能性の傍ら、例えば学習編成、学習メディアの準備、またはフォーラムやチャットでのコミュニケーション、ナレッジマネジメント手段、ネットワーク学習などを包括する。中でもWeb2.0が最も適している。この手法は、どの学習者にも可能性を提供するeポートフォリオによって学習分野を編成することが補強される。

## 関連書籍
- John Erpenbeck und V. Heyse: Die Kompetenzbiografie. 2. Auflage, Münster, New York, München, Berlin 2007
- John Erpenbeck und W. Sauter: Kompetenzentwicklung im Netz – New Blended Learning mit Web 2.0. Köln 2007
- John Erpenbeck und L. von Rosenstiel: Handbuch Kompetenzmessung. 2. Auflage, Stuttgart 2007
- V. Heyse und John Erpenbeck (Hrsg.): Kompetenzmanagement. Münster, New York, München, Berlin 2007
- Annette S. Kuhlmann und W. Sauter: Innovative Lernsysteme –Kompetenzentwicklung mit Blended Learning und Social Software. Heidelberg 2008
- George Siemens: Connectivism: a Learning Theory for the Digital Age. 2004
- George Siemens: Knowing Knowledge. 2006

| スタブアイコン | サブスタブ | この項目は、まだ閲覧者の調べものの参照としては役立たない、インターネットやウェブに関連した書きかけの項目です。この項目を加筆・訂正などしてくださる協力者を求めています（P:コンピュータ）。 |